# Farkas Quintet Amsterdam
Het Farkas Quintet Amsterdam is een Nederlands blaaskwintet, opgericht in 1997.
Het kwintet bestaat uit Herman van Kogelenberg (fluit), Hans Wolters (hobo), Marcel Geraeds (klarinet). Remko Edelaar (fagot) en Fons Verspaandonk (hoorn). Deze blazers zijn lid van meer ensembles en hebben hun hoofdbetrekking bij het Koninklijk Concertgebouworkest, het Nederlands Philharmonisch Orkest, het Radio Filharmonisch Orkest, het Residentie Orkest en de Münchner Philharmoniker.
In 2004 won het Farkas Quintet de vakjury- en de publieksprijs op het Nationaal Kamermuziekconcous in Almere. Het ensemble gaf concerten in onder andere de Kleine Zaal van het Concertgebouw in Amsterdam en het Muziekcentrum Vredenburg in Utrecht.